# Елим Чан
Елим Чан (на китайски: 陳以琳; Хонконг; 18 ноември 1986) е китайска диригентка.
Била е главен диригент на Симфоничния оркестър на Антверпен от концертния сезон 2019 – 2020 и главен гост-диригент на Кралския шотландски национален оркестър от сезон 2018 – 2019.

## Обучение
Елим Чан пее с детския хор на Хонг Конг и започна да свири на пиано на 6-годишна възраст. Получчава бакалавърска степен по музика от Колеж Смит в Масачузетс. След това учи в Университета на Мичиган, където е музикален директор на Симфоничния оркестър на Кампуса на Университета на Мичиган и оркестъра „Мичиган Попс“. Тя получава своята магистърска и докторска степен в областта на оркестрово дирижиране и се дипломира като диригент през 2014 г. Чан получава стипендия за дирижиране „Бруно Валтер“ през 2013 г., участва в майсторски класове с Бернард Хайтинк в Люцерн през 2015 г.

## Музикална кариера
През декември 2014 г., на възраст 28 години, Чан печели конкурса за диригенти „Донатела Флик“. В резултат от спечелването на този конкурс е назначена като помощник диригент на Лондонския симфоничен оркестър за концертния сезон 2015 – 2016. През сезона 2016 – 2017 г. е в програмата за стипендии „Дудамел“ с Филхармонията на Лос Анджелис.
През 2018 – 2019 г. Чан е постоянен гост-директор на Кралския шотландски национален оркестър, като наследява Томас Содергард.
От сезон 2019 – 2020 г. е главен диригент на Симфоничния оркестър на Антверпен, с постоянно пребиваване в Залата на Кралица Елизабет (Koningin Elisabethzaal) в Антверпен. Чан, по стъпките на Едо де Ваарт и Джаап ван Зведен, е най-младият главен диригент, назначаван някога в Симфоничния оркестър на Антверпен.
Гост-диригент е на Оркестъра на Театър Марийнски, Филхармоничния оркестър на Хонг Конг, Лондонския симфоничен оркестър, Koninklijk Concertgebouworkest, Orchestre Philharmonique de Luxembourg, Philharmonia Orchestra, Кралският филхармоничен оркестър на Ливърпул, Радиосимфоничния оркестър на Франкфурт, Orchestre National de Lyon, Филхармоничния оркестър на Ротердам, Академията за симфония и музика на запада, Хюстън.
Освен това дирижира Оркестъра на Националния център за изкуства в Отава и Orchestre de la Francophonie, като част от Летния институт по музика NAC през 2012 ., където си сътрудничи с Пинхас Зукерман. Тя участва в Музикалния фестивал Олимпус в Санкт Петербург и посещава работни групи при Фестивалния оркестър Кабрило и Симфоничния оркестър на Балтимор (с Марин Алсоп, Джерард Шварц и Густав Майер).

## Личен живот
Елим Чан е сгодена с нидерландския перкусионист Доминик Влеешоверс, който е награден с Музикалната награда на Нидерландия (Nederlandse Muziekprijs) през 2020 г.